# Georg von Cölln (Unternehmer)

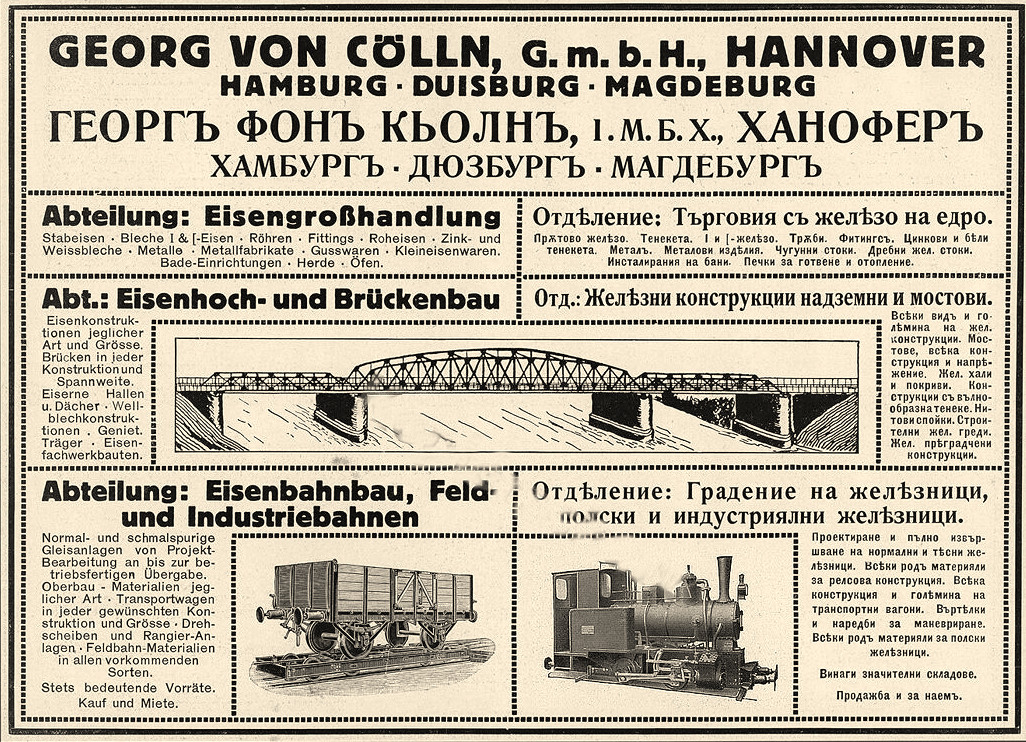
Eisengroßhandlung, Eisenhoch- und Brückenbau, Eisenbahnbau, Feld- und Industriebahnen. Reklame von 1916 auf Deutsch und Bulgarisch

Johann Georg von Cölln (* 9. Mai 1837 in Bevensen; † 6. März 1908 in Hannover) war ein deutscher Kaufmann und Unternehmer sowie Autor einer Familien-Genealogie. Unter seiner Leitung wurde die nach ihm benannte Eisenwarenhandlung Georg von Cölln zu einem international agierenden Unternehmen, aus dem die heutige SEH Engineering GmbH hervorging. Als erfolgreicher Unternehmer wurde er 1889 mit dem Ehrentitel Kommerzienrat ausgezeichnet.

## Leben

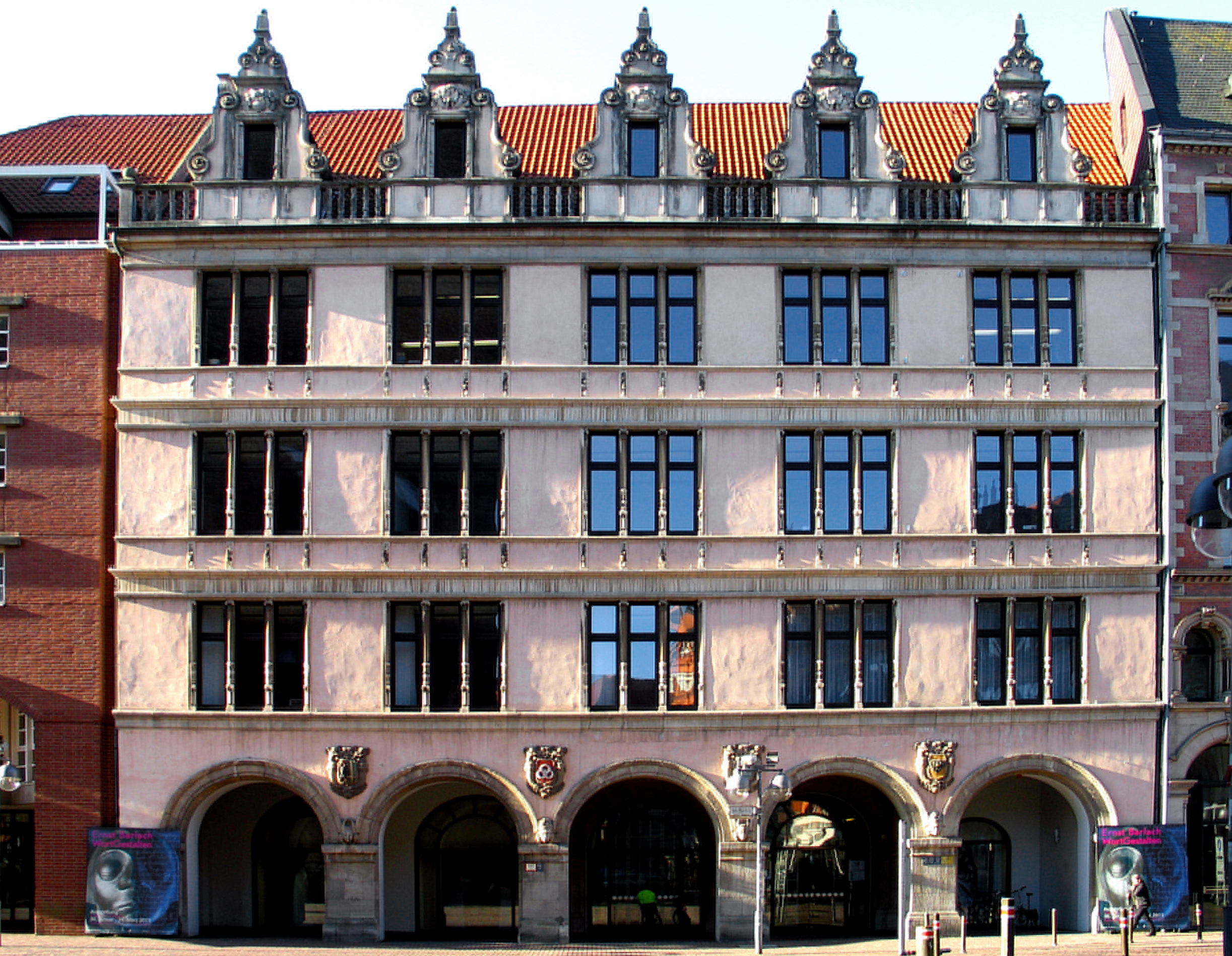
Haus Georg von Cölln in Hannover

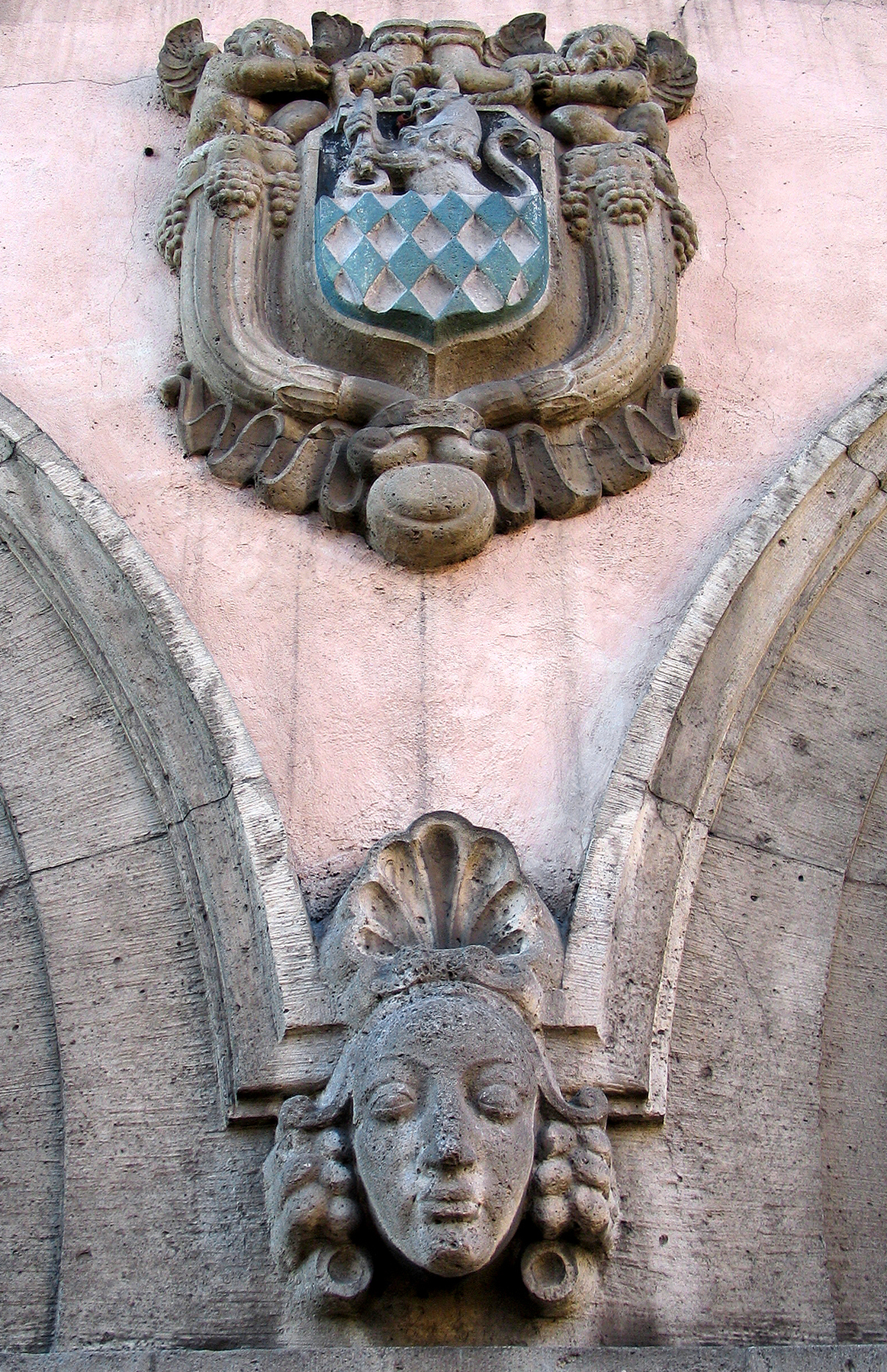
Wappen am Haus Georg von Cölln

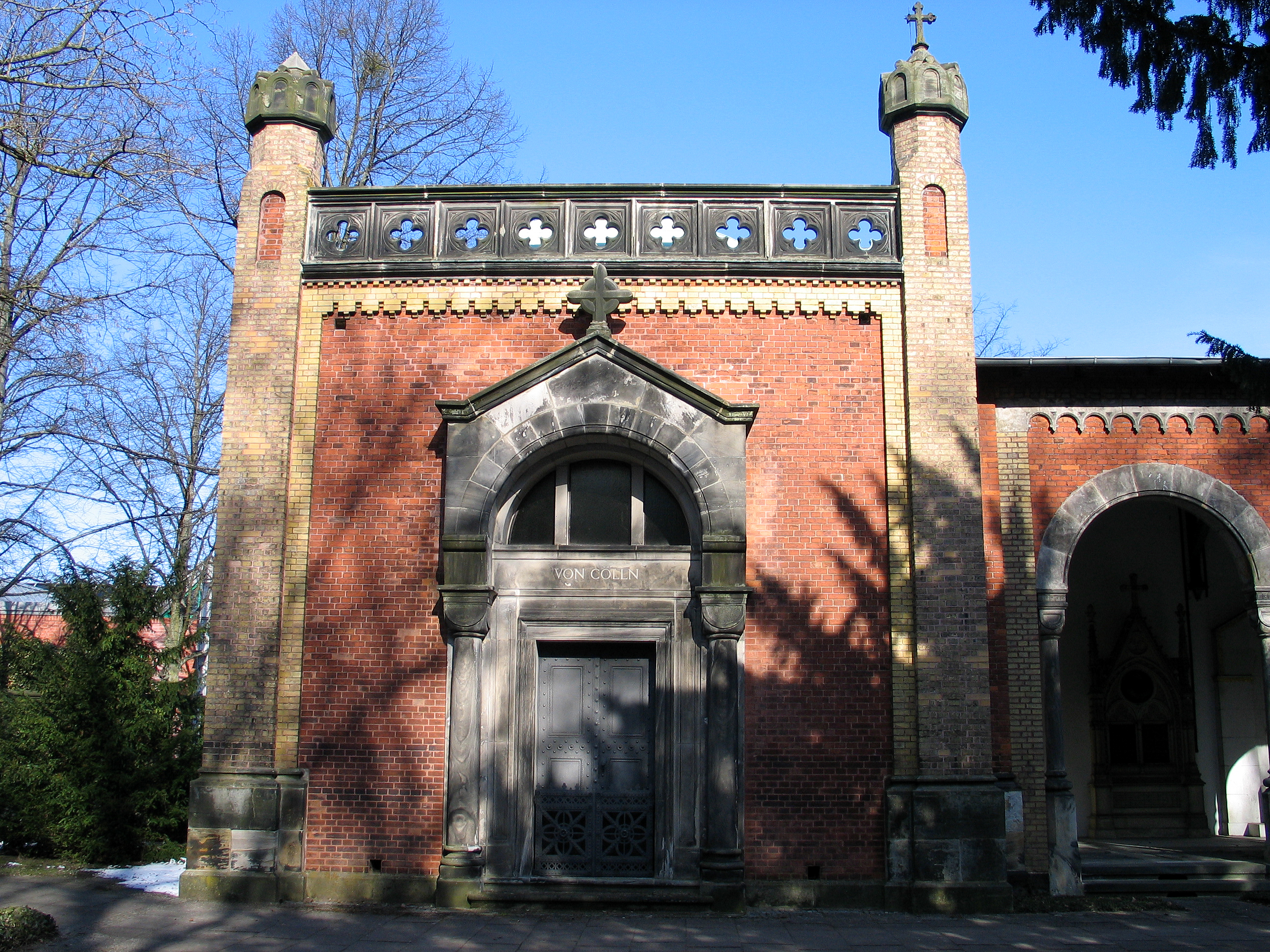
Mausoleum der Familie von Cölln auf dem Stadtfriedhof Engesohde

Geboren 1837 als Sohn eines Kaufmanns und Gutsbesitzers, besuchte Georg von Cölln zunächst das Realgymnasium in Lüneburg, einen Zweig des Johanneum Lüneburgs, absolvierte im Anschluss eine kaufmännische Lehre in Winsen (Luhe) und wurde dann als Handlungsgehilfe tätig, erst in Harburg, dann in Hamburg.
1860 trat Georg von Cölln in Hannover in die Eisenwarenhandlung Franz Juncken & Co. ein, die gemeinsam mit dem Bankhaus Ephraim Meyer & Sohn kurz zuvor 1857 schon an der Gründung der Hannoverschen Eisengießerei und Maschinenfabrik AG beteiligt war. Nebenbei hörte von Cölln Vorlesungen am Polytechnikum Hannover und unternahm Informationsreisen im In- und Ausland. 1861 erhielt er Prokura der Eisenwarenhandlung, die er 1863 gemeinsam mit H. A. G. Woltereck übernahm und führte. 1870 trat er dem Verein Deutscher Ingenieure (VDI) und den in diesem Jahr gegründeten Hannoverschen Bezirksverein des VDI bei.
1872 übernahm Georg von Cölln die alleinige Führung des Unternehmens, dessen Firma er 1877 auf seinen eigenen Namen änderte, und das er von einem anfänglich nur lokal bedeutenden zu einem weit über die Grenzen Deutschlands hinaus bekannten Großhandelsgeschäft entwickelte.
Georg von Cölln galt in Hannover als einer der angesehensten und rührigsten Unternehmer seiner Zeit. Er saß, teilweise als Vorsitzender, im Aufsichtsrat mehrerer Unternehmen und hatte zahlreiche Ehrenämter inne. 1888 wurde er für die Stadt Hannover Mitglied der Calenberg-Grubenhagenschen Landschaft. Nachdem von Cölln 1891 zunächst zum Vizepräsidenten der Handelskammer zu Hannover geworden war, führte er die Kammer dann von 1895 bis 1900 als deren Präsident.
Das Mausoleum der Familie von Cölln findet sich auf dem Stadtfriedhof Engesohde.
Erst nach dem Tod des Unternehmers wurde die Eisenwarenhandlung Georg von Cölln 1912 in eine GmbH umgewandelt, an der sich dann die Friedrich Krupp AG beteiligte. Das Unternehmen firmierte später als Krupp Stahlbau Hannover, wurde im Jahr 2007 von der Eiffage Gruppe übernommen und firmiert heute als SEH Engineering.
Das 1911–1913 durch den Architekten Rudolf Friedrich errichtete, heute denkmalgeschützte Haus Georg von Cölln, Am Markte 8 gegenüber der Marktkirche, versah der Bildhauer Ludwig Vierthaler unter anderem mit verschiedenen, für das Unternehmen bedeutenden Wappen.

## Schriften und Tafeln
- Stammbaum der Familie von Cölln
  - Haupttafel, 54 cm × 68 cm, 1896
  - Nachtrag, 17,5 cm × 23,5 cm (Maße der Fotokopie), 1898
- Die von Cölln, o. J. (1906)
- Genealogische Nachrichten über die Lippische Familie von Cölln. (nicht im Buchhandel erschienen):
  - Hauptwerk, 1905
  - Ergänzungsblätter (46 Blätter Typoskript), 1905

### Speziell
- Albert Lefèvre: Der Beitrag der hannoverschen Industrie zum technischen Fortschritt. In: Hannoversche Geschichtsblätter, Neue Folge, Band 24 (1970), S. 237.
- Ludwig Hoerner: Agenten, Bader und Copisten. Hannoversches Gewerbe-ABC 1800–1900. Hrsg.: Hannoversche Volksbank, Reichold, Hannover 1995, ISBN 3-930459-09-4, S. 115.
- Waldemar R. Röhrbein: Cölln, Georg von. In: Dirk Böttcher, Klaus Mlynek, Waldemar R. Röhrbein, Hugo Thielen: Hannoversches Biographisches Lexikon. Von den Anfängen bis in die Gegenwart. Schlütersche, Hannover 2002, ISBN 3-87706-706-9, S. 86; online über Google-Bücher
- Waldemar R. Röhrbein: Cölln, Georg von. In: Klaus Mlynek, Waldemar R. Röhrbein (Hrsg.) u. a.: Stadtlexikon Hannover. Von den Anfängen bis in die Gegenwart. Schlütersche, Hannover 2009, ISBN 978-3-89993-662-9, S. 115.

### Allgemein
- Leopold Freiherr von Zedlitz-Neukirch: Coelln, die Herren von. In: Neues preussisches Adelslexicon oder genealogische und diplomatische Nachrichten von den in der preussischen Monarchie ansässigen oder zu derselben in Beziehung stehenden fürstlichen, gräflichen, freiherrlichen und adeligen Häusern, mit der Angabe ihrer Abstammung, ihres Besitzthums, ihres Wappens und der aus ihnen hervorgegangenen Civil- und Militärpersonen, Helden, Gelehrten und Künstler, bearbeitet von einem Vereine von Gelehrten und Freunden der vaterländischen Geschichte unter dem Vorstande des Freiherrn L. v. Zedlitz-Neukirch, Erster Band, A – D, Leipzig: Gebrüder Reichenbach, 1836, S. 371; online über Google-Bücher